# Ion Paicu
Ion Paicu (n. 3 septembrie 1938 - d. 2012) a fost un deputat român în legislatura 1990-1992, ales în județul Botoșani pe listele partidului FSN.

## Legături externe
- https://www.cdep.ro/pls/parlam/structura.mp?idm=268&cam=2&leg=1990 Arhivat în 4 martie 2016, la Wayback Machine.
- http://www.botosaneanul.ro/stiri/fost-deputat-subprefect-botosani-mort-la-taxe/